# Varg Vikernes
Varg Vikernes (Bergen, 1973. február 11. –) norvég zenész, ismertségét Burzum nevű zenekarának, és kereszténység-, illetve globalizációellenes nézeteinek köszönheti. Gyilkosságért és templomgyújtogatásért több évet börtönben töltött. 

## Életrajz

### Korai évek (1973–1993)
Varg Vikernes Bergenben, Norvégia második legnagyobb városában született, 1973. február 11-én. Tizennégy évesen kezdett el gitározni; első zenekara az 1988-ban vagy 1989-ben (egy korai interjú szerint 1987-ben) alapított Kalashnikov volt, amit hamar átneveztek Uruk-Haira. Ez a próbálkozás nem tartott sokáig, és 1989-től 1991 közepéig az Old Funeralban, majd később a Satanelben zenélt. Amikor ez utóbbi feloszlott, visszatért korábbi elképzeléseihez, az Uruk-Hai nevét Burzumra változtatva.
Itt már minden hangszert ő kezelt, és kiadót is alapított (Cymophane Records), hogy a lemezeit saját maga tudja megjelentetni. 1993 márciusáig négy lemezt vett föl, melyek sorban meg is jelentek 1992 és 1996 között, illetve ő játszotta föl a basszusgitárt a Mayhem készülő De Mysteriis Dom Sathanas című lemezére is. 1993 januárjában interjút adott a Bergens Tidende egyik újságírójának, hogy felhívja a figyelmet a black metal színtérre, így segítve a lemezeladásokat. Az újságíró viszont feljelentette őt, mivel olyasmiket állított, hogy a társaság egyes tagjai templomokat gyújtottak föl, illetve egyikük egy gyilkosságot is elkövetett. A színtér tagjainak találkozóhelyéül szolgáló lemezbolt (Helvete) a figyelmet megkapta ugyan, de tulajdonosa, Euronymous Mayhem-gitáros jobbnak látta bezárni azt. A közöttük egyébként is jelenlévő ellenszenv egyre csak mélyült, és – állítása szerint – gyilkossági terveinek megakadályozása végett Vikernes 1993 augusztusában megölte Euronymoust.
Később Varg úgy írta, elsősorban azért haragudott nála öt évvel idősebb Euronymousra, mert túl sok rossz hatással volt rá; Euronymous pedig Vargot hibáztatta tekintélyének csorbulásáért. Necrobutcher (a Mayhem basszusgitárosa) szerint, a rendőrséget már eleve zavarta az, hogy a templomgyújtogatásokért senkit sem tudtak felelősségre vonni; és mivel Vikernest ekkoriban már figyelték és lehallgatták (ő pedig telefonon beszélt a tervezett gyilkosságról) a rendőrök tudtak a szándékáról – és mivel mindkettejüktől meg akartak szabadulni, hagyták, hogy Vikernes megölje Euronymust, két legyet ütve egy csapásra.

### Börtönben (1994–2009)
A gyilkosságért, illetve néhány fatemplom felgyújtásáért Vikernest 1994-ben 21 éves börtönbüntetésre ítélték. Cellájában többnyire nem tarthatott semmilyen hangszert, időnként viszont rövid időre engedélyezték neki szintetizátor használatát, így 1994 és 2009 között két, az előbbiektől eltérő stílusú, dark ambient lemezt adott ki (Dauði Baldrs és Hliðskjálf). Emellett viszont rengeteg ideje volt olvasni, több könyvet és cikket is megjelentetett, melyek leginkább az északi mitológiával, történelemmel, illetve a saját nézeteivel foglalkoznak. 2003-ban Franciaországba próbált szökni, amikor kimenőt kapott a börtönből, de még aznap elfogták, és ezért újabb 14 hónapot kapott. 2007-ben az Until the Light Takes Us című dokumentumfilm egyik főszereplője volt, Fenriz (Darkthrone) mellett; maga a cím is az egyik Burzum lemez (Hvis Lyset Tar Oss) angol fordítása. Végül 2009. május 24-én feltételesen szabadlábra helyezték.

### A börtön után (2009–től)
Ezután gőzerővel kezdett neki újból Burzum-lemezeket készíteni, 2013-ban pedig blogot indított, ahol szintén kifejtette nézeteit, beleértve a jelenkori politika és társadalom kritikáját. 2013. július 16-án feleségével együtt letartóztatták, hivatalosan "terrorcselekmény előkészületeivel", bár valójában blogjának kritikus tartalma volt az indíték. Végül, egy év múlva, 2014-ben féléves felfüggesztett börtönbüntetést és 8000 eurós pénzbüntetést kapott. Ugyanez év tavaszától blogja a YouTube-on, videóblogként működött tovább. Készített továbbá egy szerepjátékot (Myfarog, 2014) és egy filmet is, utóbbit feleségével, illetve családjával közösen (ForeBears, 2013). Szintén feleségével közösen készít egy könyvsorozatot, Paganism Explained címmel, amivel ismét az európai kultúra egy sajátos értelmezését fogalmazzák meg. 2018. június 1-jén bejelentette, hogy befejezi a Burzumot.
YouTube csatornáját 2019 júniusában eltávolították a platformról, és minden további regisztrációját, mellyel vissza akart volna térni. Ezután a twittert használta, de innen 2022 során mindhárom profilját törölték; 2023 január végén egyik korábbi csatornája újraindult, azonban április végén ismét felfüggesztették. 2024. október 18-án új szerepjátékkal (ReconQuest) jelentkezett.

## Könyvei
- Vargsmål (1997)
- Germansk Mytologi Og Verdensanskuelse (2000)
- Guide To The Norse Gods And Their Names (2001)
- Irminsûl (2002)
- Sorcery And Religion In Ancient Scandinavia (2011)
- Reflections on European Mythology and Polytheism (2015)
- Paganism Explained I: Thrymskvida (2017)
- Paganism Explained II: Little Red Riding Hood & Jack and the Beanstalk (2017)
- Paganism Explained III: The Cult of Mithra & Hymiskviða (2018)
- Paganism Explained IV: Valhöll & Odinn in Yggdrasill (2018)
- Paganism Explained V: Ásgardr, Vanaheimr & the Nine Worlds of Hel (2019)
- Reflections II. (2023)
- To Hell and Back Again (I.): My Black Metal Story (2024)
- To Hell and Back Again (II.): My Childhood Story (2024)
- To Hell and Back Again (III.): My Prison Story (2024)
- To Hell and Back Again (IV.): My Burzum Story (2024)
- To Hell and Back Again (V.): My Survival Story (2024)
- The Elfwyn Saga: The Winner's Promise (2024)

## Lemezei
- Mayhem – De Miysteriis Dom Sathanas (basszusgitár) (1994)
- Old Funeral – Devoured Carcass EP (gitár) (1991)
- Old Funeral – Grim Reaping Norway (gitár) (2002, koncertlemez)